# Chattahoochee
Chattahoochee város az USA Florida államában, Gadsden megyében. Lakosainak száma 2955 fő (2020. április 1.).

## Népesség
A település népességének változása:
| Lakosok száma | 3287 | 3652 | 2955 |
|               | 2000 | 2010 | 2020 |